# Nella Walker
Nella Walker (Chicago, 6 marzo 1886 – Los Angeles, 22 marzo 1971) è stata un'attrice statunitense.

## Biografia
Nata e cresciuta a Chicago, negli anni dieci diventò partner sulla scena del marito Wilbur Mack, con cui diede vita al team "Mack and Walker". Nel 1929 fece il suo esordio cinematografico nel film Tanned Legs ed apparve in altre tre pellicole. Non essendo un'attrice del muto, non ebbe problemi ad affrontare l'avvento del sonoro. Mentre il suo matrimonio terminava, la sua carriera cinematografica prendeva sempre più quota. Dal 1932 al 1933 prese parte a una quindicina di pellicole.
Pur non diventando mai una star, Nella Walker fu un'attrice di solida rilevanza, specializzata in ruoli di caratterista. Negli anni quaranta continuò a lavorare, pur diradando la sua presenza sugli schermi a causa dell'avanzare dell'età. La sua ultima apparizione cinematografica fu nella commedia Sabrina (1954) di Billy Wilder. Si ritirò dalle scene dopo essere apparsa in oltre un centinaio di pellicole.
Morì a Los Angeles, dove risiedeva, il 22 marzo 1971, all'età di ottantacinque anni.

## Filmografia parziale
- Tanned Legs, regia di Marshall Neilan (1929)
- The Vagabond Lover, regia di Marshall Neilan (1929)
- Le sette chiavi (Seven Keys to Baldpate), regia di Reginald Barker (1929)
- Francesina (Alias French Gertie), regia di George Archainbaud (1930)
- Luci del circo (Rain or Shine), regia di Frank Capra (1930)
- Che tipo di vedova! (1930)
- Extravagance, regia di Phil Rosen (1930)
- The Hot Heiress (1930)
- Indiscreet, regia di Leo McCarey (1931)
- Hush Money, regia di Sidney Lanfield (1931)
- Their Mad Moment
- The Common Law, regia di Paul L. Stein (1931)
- L'elegante giustiziere (1931)
- Una tragedia americana, regia di Josef von Sternberg (1931)
- The Bargain, regia di Robert Milton (1931)
- La figlia di Fu Manchu (Daughter of the Dragon), regia di Lloyd Corrigan (1931)
- Lady with a Past, regia di Edward H. Griffith (1932)
- Come tu mi vuoi (As You Desire Me), regia di George Fitzmaurice (1932)
- Is My Face Red? (1932)
- Down to Earth, regia di David Butler (1932)
- Mancia competente (Trouble in Paradise), regia di Ernst Lubitsch (1932)
- They Call It Sin, regia di Thornton Freeland (1932)
- 20.000 anni a Sing Sing (20.000 Years in Sing Sing), regia di Michael Curtiz (1932)
- Silenzio sublime
- Second Hand Wife
- Sensation Hunters, regia di Charles Vidor (1933)
- Dangerously Yours
- Humanity, regia di John Francis Dillon (1933)
- Notturno viennese (Reunion in Vienna), regia di Sidney Franklin
- La nuova ora
- Ace of Aces, regia di J. Walter Ruben (1933)
- Sempre nel mio cuore (Ever in My Heart), regia di Archie L. Mayo (1933)
- La casa della 56ª strada (The House on 56th Street), regia di Robert Florey (1933)
- Quattro persone spaventate (Four Frightened People), regia di Cecil B. DeMille (1934)
- The Ninth Guest
- All of Me, regia di James Flood (1934)
- Le armi di Eva (Fashions of 1934), regia di William Dieterle (1934)
- Primo amore (Change of Heart), regia di John G. Blystone (1934)
- Madame du Barry, regia di William Dieterle (1934)
- Elmer and Elsie
- Desirable
- Big Hearted Herbert
- La moglie indiana
- Fugitive Lady
- The Right to Live
- Sotto pressione (Under Pressure), regia di Raoul Walsh (1935)
- The Woman in Red, regia di Robert Florey (1935)
- McFadden's Flats, regia di Ralph Murphy (1935)
- Madame du Barry, regia di William Dieterle (1934)
- Going Highbrow, regia di Robert Florey (1935)
- La provinciale (Small Town Girl), regia di William A. Wellman (1936)
- Capitan Gennaio (Captain January), regia di David Butler (1936)
- Amore sublime (Stella Dallas), regia di King Vidor (1937)
- Il canto del fiume (Swanee River), regia di Sidney Lanfield (1939)
- Le tre ragazze in gamba crescono (Three Smart Girls Grow Up), regia di Henry Koster (1939)
- Non puoi impedirmi d'amare (In Name Only), regia di John Cromwell (1939)
- Vigilia d'amore (When Tomorrow Comes), regia di John M. Stahl (1939)
- Ti amo ancora (I Love You Again), regia di W. S. Van Dyke (1940)
- Kitty Foyle, ragazza innamorata (Kitty Foyle), regia di Sam Wood (1940)
- Gianni e Pinotto reclute (Buck Privates), regia di Arthur Lubin (1941)
- Fulminati (Manpower), regia di Raoul Walsh (1941)
- Hellzapoppin', regia di H.C. Potter (1941)
- Maschere di lusso (We Were Dancing), regia di Robert Z. Leonard (1942)
- Tua per sempre (Hers to Hold), regia di Frank Ryan (1943)
- Gianni e Pinotto in società (In Society), regia di Jean Yarbrough (1944)
- Due sorelle di Boston (Two Sisters from Boston), regia di Henry Koster (1946)
- Il segreto del medaglione (The Locket), regia di John Brahm (1946)
- La morte è discesa a Hiroshima (The Beginning or the End), regia di Norman Taurog (1947)
- Rivista di stelle (Variety Girl), regia di George Marshall (1947)
- Età inquieta (That Hagen Girl), regia di Peter Godfrey (1947)
- Nancy va a Rio (Nancy Goes to Rio), regia di Robert Z. Leonard (1950)
- Furia e passione (Flesh and Fury), regia di Joseph Pevney (1952)
- Sabrina, regia di Billy Wilder (1954)

## Doppiatrici italiane
- Tina Lattanzi in Tua per sempre
- Laura Carli in Gianni e Pinotto reclute
- Lola Braccini in Non puoi impedirmi d'amare
- Franca Dominici in Rivista di stelle
- Giovanna Scotto in Sabrina